# 任希祖
任希祖（1511年—？年），字元孝，四川保寧府蒼溪縣人，民籍，明朝政治人物。

## 生平
嘉靖二十二年（1543年）癸卯科四川鄉試第三十五名舉人，嘉靖二十三年（1544年）甲辰科第三甲第一百一十九名進士。授陕西朝邑县知县，歷官山東沂州兵備佥事。任內重修臨沂孔廟。遷山西冀北道参议，三十六年八月因久不赴任，玩愒秋防，被逮问，寻降杂职。历袁州府推官，三十八年（1559年）任扬州府知府。

## 家族
曾祖任彬，祖任謨，父任仲仁，前母李氏；母王氏。具庆下。弟繼祖；繩祖（貢士）；纉祖；率祖；法祖。